# Haliplus ungularis
Haliplus ungularis is een keversoort uit de familie watertreders (Haliplidae). De wetenschappelijke naam van de soort is voor het eerst geldig gepubliceerd in 1933 door Wallis.